# برايان مورغان (لاعب سنوكر)
برايان مورغان (بالإنجليزية: Brian Morgan)‏ هو لاعب سنوكر بريطاني، ولد في 16 يوليو 1968 في إنجلترا في المملكة المتحدة.

## روابط خارجية
- برايان مورغان على موقع CueTracker.net (الإنجليزية)